# Tông Ba đậu
Tông Ba đậu (danh pháp khoa học: Crotoneae) là một tông trong phân họ Crotonoideae thuộc họ Euphorbiaceae. Nó bao gồm 5 chi.

## Phân loại
- Astraea Klotzsch, 1841: 13 loài bản địa khu vực từ Mexico, Caribe tới nhiệt đới châu Mỹ.
- Brasiliocroton P.E.Berry & Cordeiro, 2005: 2 loài đặc hữu Brasil.
- Croton L., 1753: 1.155 loài ba đậu, phân bố rộng khắp vùng nhiệt đới và cận nhiệt đới toàn thế giới.
- Mildbraedia Pax, 1909: 3 loài đặc hữu vùng nhiệt đới châu Phi.
- Paracroton Miq., 1825: 4 loài đặc hữu vùng nhiệt đới châu Á.

## Hình ảnh

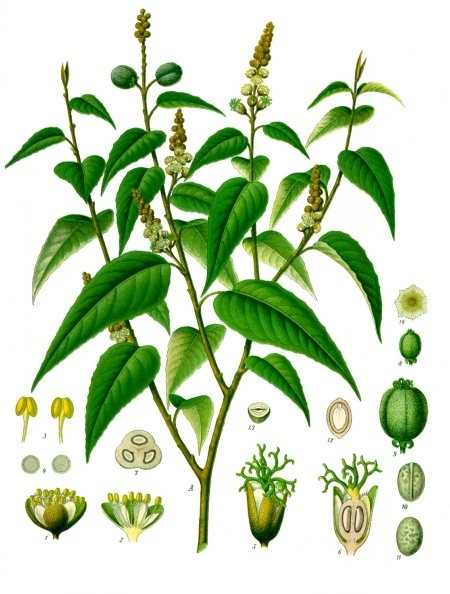